# Kristian Djurhuus
Kristian Djurhuus (12. februar 1895 i Tórshavn - 20. november 1984 i Trongisvágur) var en færøsk embedsmand, sysselmand og politiker (Sambandsflokkurin). Han var lagtingsmedlem i 34 år, minister to gange og Færøernes lagmand i to omgange. Djurhuus var aldrig partiformand, og havde Johan Poulsen som en vigtig medspiller gennem hele sin karriere. Djurhuus gjorde en betydelig indsats for at fremme gensidig forståelse mellem Danmark og Færøerne, og denne betød meget for, at Hjemmestyreloven af 1948 kunne fungere.